# Emanuel Hermann
Emanuel Hermann bzw. Herrmann (getauft am 13. Mai 1608 in Schlossrued; † Ende 1664 oder Anfang 1665 in Bern) war ein Schweizer Beamter bzw. Politiker.
Hermann wurde 1637 Kornschreiber (ein Bediensteter der die Getreideeinnahmen und -ausgaben kontrolliert), 1640 Welschseckelschreiber, 1642 Oberlehenskommissär der welschen Lande, sass ab 1645 im Berner Rat der Zweihundert und wurde 1658 Landvogt von Saanen. 1664 wurde er Renovator der Urbarien (es handelt sich dabei um eine archivistische und notarielle Spezialaufgabe).
Er schuf unter anderem das zweibändige Werk Antiquités du pays de Vaud und eine Sammlung genealogischer und historischer Notizen zur Westschweiz.